# Cratere Olivia
Olivia  è un cratere sulla superficie di Venere.